# 松島聰
松岛聪（日语：／ Matsushima Sō，1997年11月27日—）是日本的一名歌手、电视艺人、偶像、演员，也是杰尼斯事务所旗下男子偶像组合Sexy Zone的成员。

## 个人简历
1997年11月27日，松岛聪出生于日本的静冈县。小学五年级时，松岛聪曾向杰尼斯事务所投递过简历却没有得到答复；于是他在成为初中生后再度寄出简历并附上了写有他自我感悟的一封信，这次他得到了试镜的邀请。2011年2月，13岁的松岛聪正式加入杰尼斯事务所。同年9月29日，由松岛聪组成的Sexy Zone正式宣布成立并宣布将在11月CD出道。
2014年5月5日，在Sexy Zone春季巡回演唱会横滨场上，宣布成立由松岛聪为队长的Sexy Zone的兄弟组合Sexy 松。该组合除了松岛聪之外，还有松仓海斗和松田元太等两名和松岛聪一样在姓氏里包含“松”字的小杰尼斯。直至2015年12月Sexy Zone单曲《多彩Eyes》正式发行，松岛聪才回归Sexy Zone。
2016年8月，松岛聪首次出演音乐秀，他与与叶成龙共同演出了6场《杰尼斯夏日乐园2016》。2017年10月，松岛聪首次以演员身份出演了《世界奇妙物语 2017年秋季特别篇》。
2018年11月28日，杰尼斯事务所忽然宣布，因需要治疗突发性恐慌症，松岛聪暂停所有演艺活动。2020年8月12日，松岛聪宣布回归演艺活动。同年9月12日，松岛聪在日本电视台音乐节目《音乐节》的特别节目里首次参与表演了Sexy Zone在四人时代所发行的单曲《RUN》。
松岛聪擅长绘画，他在“第41届24小时电视”里负责了慈善T恤的背面图案设计。

## 演出作品
此处仅记录松岛聪以个人名义演出的作品，他以团体名义演出的作品请参看Sexy Zone的相关段落。

### 舞台剧
- 《我武者罗！Summer Station（日语：ガムシャラ!）》（2015年7月23日 － 8月1日 / 8月7日－19日；六本木EX剧场）[16]
- 《杰尼斯银座2015（日语：ジャニーズ銀座）》（2015年5月12日 － 5月14日；创新剧院（日语：シアタークリエ））[17][18]
- 《Live House杰尼斯银座（日语：ジャニーズ銀座）》（2013年4月28日 / 5月12日 / 5月26日；创新剧院）[19]

### 电视剧
| 电视剧名（集数 / 分集名）                 | 日本首播频道 | 日本首播日期   | 饰演角色         |
| ----------------------------------------- | ------------ | -------------- | ---------------- |
| 《我的房间》（第8集）                     | 日本电视台   | 2017年11月7日  | 驾驶教材（配音） |
| 《世界奇妙物语 2017年秋季特别篇》（交换） | 富士电视台   | 2017年10月14日 | 宽太             |
| 《小太郎一個人生活》（第9集、第10集）     | 朝日电视台   | 2021年4月24日  | 岩永佑           |
| 《記憶搜查 特別篇2～新宿東署事件簿～》    | 東京电视台   | 2022年6月20日  | 世条匠           |
| 《你回來了!小太郎一個人生活》             | 朝日电视台   | 2023年4月15日  | 岩永佑           |
| 《妝紅生活》                              | 日本电视台   | 2023年7月25日  | 北條一馬         |

### 网络剧
- 《ZERO 一获千金游戏 城山小太郎篇（日语：賭博覇王伝 零）》（2018年8月12日；Hulu[a]）——饰：启佑[22]

### 音乐秀
- 《夏日乐园2017 “那又怎样？你只活一次！”（日语：Summer Paradise 2017）》（2017年8月17日－20日，共计8场；东京巨蛋表演厅）——与叶成龙共同演出[23]

- 《夏日乐园2016 “嘿！嘿！～夏天的回忆～”（日语：Johnnys' Summer Paradise 2016）》（2016年8月7日－9日，共计8场；东京巨蛋表演厅）[24]——与叶成龙共同演出[7]

### 活动
- 《Real Scope Hyper（日语：リアルスコープ）》特别活动 Sexy Zone佐藤胜利 with 杰尼斯Jr. In 御台场合众国2013（2013年8月21日）——与叶成龙作为特别嘉宾参与[25]

## 音乐作品

### 独唱曲目
| 歌曲名 | 作词 | 作曲                                 | 收录专辑                                                                         |
| ------ | ---- | ------------------------------------ | -------------------------------------------------------------------------------- |
|        | zopp | Susumu Kawaguchi / Christofer Erixon | 收录于精选辑《Sexy Zone 5th Anniversary Best》的B版初回限定盘。                  |
| [ 23 ] |      | / 佐原康太                           | 收录于影音辑《Sexy Zone Presents Sexy Tour 2017〜STAGE》的初回限定盘特别附赠CD。 |

### 脚注
1. ↑  2018年12月24日，该作品与其他《ZERO 一获千金游戏》衍生剧以“圣诞节☆ZERO ZERO的Another Story一次全放送SP”的名义在地面电视播出[21]。

### 出典
1. ↑  . 杰尼斯事务所.   [2021-01-30]. （原始内容存档于2021-01-24）.
2. ↑  . duet (东京都: 家庭社): 37.
3. 1 2  . 日刊体育.   [2021-01-30]. （原始内容存档于2019-03-31）.
4. ↑  . The TV.   [2021-01-30]. （原始内容存档于2021-02-03）.
5. ↑  . 日刊体育.   [2021-01-30]. （原始内容存档于2019-11-30）.
6. ↑  . Modelpress.   [2021-01-30]. （原始内容存档于2021-02-04）.
7. 1 2  . 中日体育 (名古屋市: 中日新闻社). 2016-08-09  [2021-01-30]. （原始内容存档于2016-08-08）.
8. 1 2  . Modelpress.   [2021-01-31]. （原始内容存档于2018-11-28）.
9. 1 2  . 杰尼斯事务所.   [2021-01-31]. （原始内容存档于2018-11-30）.
10. ↑  . 产经体育.   [2021-01-31]. （原始内容存档于2018-11-28）.
11. ↑  . 体育日报.   [2021-01-31].
12. ↑  . Modelpress.   [2021-01-31]. （原始内容存档于2020-09-11）.
13. ↑  . Modelpress.   [2021-01-31]. （原始内容存档于2020-09-16）.
14. ↑  . Natalie.   [2021-01-31]. （原始内容存档于2021-02-04）.
15. ↑  . Modelpress.   [2021-01-31]. （原始内容存档于2018-08-06）.
16. ↑  . 朝日电视台.   [2021-01-30]. （原始内容存档于2015-07-17）.
17. ↑  . The TV.   [2021-01-30]. （原始内容存档于2020-10-28）.
18. ↑  . 东宝.   [2021-01-30]. （原始内容存档于2015-07-21）.
19. ↑  . 东宝.   [2021-01-30]. （原始内容存档于2013-10-05）.
20. ↑  . 日本电视台.   [2021-01-30]. （原始内容存档于2020-11-30）.
21. ↑  . Real Sound.   [2021-01-30]. （原始内容存档于2021-01-11）.
22. ↑  . TV Life.   [2021-01-30]. （原始内容存档于2021-02-03）.
23. 1 2  . NEWS24. 2017-08-18  [2021-01-30]. （原始内容存档于2017-09-16）.
24. ↑  . 杰尼斯事务所.   [2021-01-30]. （原始内容存档于2016-08-01）.
25. ↑  . The TV.   [2021-01-30]. （原始内容存档于2018-11-28）.

## 外部連結
- 松島聡（SO MATSUSHIMA）的Instagram帳戶
- 松島聰在互联网电影资料库（IMDb）上的資料（英文）
- Top J唱片 （页面存档备份，存于）——Sexy Zone专属音乐厂牌
- Sexy Zone （页面存档备份，存于）在杰尼斯事务所网站
- Sexy Zone （页面存档备份，存于）在日本环球音乐网站
- Sexy Zone （页面存档备份，存于）在波丽佳音网站